# 라타스트저빌
라타스트저빌(Gerbillus latastei)은 황무지쥐아과에 속하는 설치류의 일종이다. 주로 튀니지와 리비아에 분포하며, 알제리에서도 서식하는 것으로 추정된다. "털북숭이발저빌"로도 알려져 있다.